# Jajko Ilemskie
Jajko Ilemskie – (1679 m n.p.m.) szczyt w północno−zachodniej części Gorganów, które są częścią Beskidów Wschodnich. Szczyt ten znajduje się na północ od przełęczą Sołotwinka (1355 m n.p.m.).